# Rhapsody on a Theme of Paganini
Rhapsody on a Theme of Paganini, Op.43 (tiếng Nga: Рапсодия на тему Паганини, đọc là Rapsodiya na temu Paganini, tiếng Việt: Rhapsody dựa trên một chủ đề của Paganini) là bản rhapsody của nhà soạn nhạc người Nga Sergei Rachmaninoff. Tác phẩm được sáng tác vào năm 1934, dành cho piano và dàn nhạc giao hưởng. Tác phẩm thể hiện sự tinh tế, điều xuất hiện trong nhiều tác phẩm cuối cùng của Rachmaninoff như Những biến tấu dựa trên chủ đề Corelli, các bản romance và Những biến tấu giao hưởng. Đây là một trong những tác phẩm đẹp nhất của nhà soạn nhạc người Nga này, đồng thời đây là một trong các tác phẩm được biết đến nhiều nhất của ông.